# لیفی
لیفی (انگلیسی: Leffe) شرکت نوشیدنی بلژیکی است، که در سال ۱۱۵۲ تأسیس شد و هم‌اکنون زیرمجموعه‌ای از شرکت انهایزر-بوش اینبیف می‌باشد.